# Маянг, Джон
Джон Ро Ма́янг (англ. John Ro Myung (ˈmaɪ.əŋ), кор. 정로명; 24 января 1967, Чикаго, Иллинойс) — американский бас-гитарист-виртуоз, бессменный участник американской прог-метал-группы Dream Theater.

## Ранние годы
Родился в Чикаго в корейской семье, детство прошло на Лонг-Айленде (Нью-Йорк). С пяти лет играл на скрипке, пока в пятнадцать лет его не пригласили играть на бас-гитаре в местной группе. Во время учебы в музыкальном колледже Беркли в Бостоне Маянг вместе со своим школьным другом гитаристом Джоном Петруччи познакомился с барабанщиком Майком Портным. Для игры на клавишах был приглашен Кевин Мур, игравший в одной группе с Джоном Петруччи в средней школе. На вокал был поставлен Крис Коллинз. Этот проект был назван Majesty, а позже превратился в группу Dream Theater.

## Сторонние проекты
Хотя Dream Theater — его основная группа, Джон в течение своей карьеры участвовал во многих других проектах. Первым опытом вне Dream Theater — рок-проговая группа Platypus с Родом Моргенштейном, Таем Табором и бывшим участником Dream Theater Дереком Шериняном. Он — также участник The Jelly Jam, которая состоит из тех же музыкантов, что и Platypus, но без Дерека Шериняна. 
Кроме участия в этих группах часто появлялся в виде приглашенного гостя на многих записях.
Основное влияние на становление Джона, как музыканта, оказали Крис Сквайр (Yes), Стив Харрис (Iron Maiden), Гедди Ли (Rush) и Клифф Бёртон (Metallica).
Джон женат на Лизе Мартенс Пэйс, экс-бас-гитаристке женской хэви-метал-группы Meanstreak, две другие участницы которой — Рина Сэндс и Марлен Апуццо — замужем за другими участниками Dream Theater — Джоном Петруччи и Майком Портным соответственно.
Джон — христианин и не скрывает своё вероисповедание в интервью — это подтвердил Джордан Рудесс на своём форуме.

## Индивидуальность
Маянг является самым «загадочным» участником Dream Theater, поскольку он редко когда-либо говорит или привлекает к себе внимание на видео или концертах; факт, который заставил многих поклонников в шутку задаться вопросом - видел ли кто-то, как он говорит. Но он действительно говорит в комментариях к DVD и на его учебном видео, а также на живых выступлениях. Если затронуть нужную тему, например, технику игры на басу, он может говорить очень долго. Таинственность его образа была подчеркнута, когда на концерте в Германии, он к полному изумлению и аудитории, и остальной части группы, схватил Джеймса ЛаБри в стиле американского футбола; это движение позже стало известным как «Приём Маянга». Позже он признался, что сделал это на спор. Джордан Рудесс тогда ещё написал в своем блоге: «Никогда не заставляйте Маянга делать ничего на спор, а то ведь он возьмет и сделает».
Маянг также известен необычным поведением на сцене — он один из немногих музыкантов, которые на сцене не волнуются, а наоборот — успокаиваются. По словам музыкантов группы, Маянг — единственный музыкант, который «разогревается» не только перед концертом, но и после него. В сообщении на форуме Джон Петруччи сказал, что во время учебы в музыкальном колледже Беркли они договорились с Маянгом репетировать не менее шести часов в день.
Джон Маянг писал тексты как минимум к одной песне в альбоме, начиная с Images and Words и до Metropolis Pt. 2: Scenes from a Memory. Начиная с релиза Six Degrees of Inner Turbulence, Маянг не написал ни одного текста — как объяснил Майк Портной на одном из чатов — это случилось из-за необходимости переработки его лирики для нормальной интеграции с мелодией, поэтому они в конечном счете изложили ненаписанное лирическое правило, что лирика должна была быть «должным образом сформирована, выражена, построена, и т. д. чтобы подходить к мелодии», и «с тех пор Джон отчасти отошел от написания стихов». Позже Джон вернулся к написанию текстов на альбоме "A Dramatic Turn Of Events", став автором текста к песне "Breaking All Illusions".

## Оборудование
Джон начал играть на бас-гитаре в возрасте 15 лет и, из-за его умения играть на скрипке, он смог быстро сменить копию Fender Precision Bass производства Memphis на оранжево-розовый Fender Jazz Bass. Также он начал разрабатывать свой уникальный стиль игры с высоко подвешенной на ремне гитарой, добавляя нехарактерные для рока контрапунктные линии и мелодии в материал группы. Также он часто использует эффекты для бас-гитары.
На дебютном альбоме Dream Theater When Dream and Day Unite Джон играл на сильно модифицированном четырехструнном Ernie Ball MusicMan Stingray: таком же, как и его четырехструнный Fender Jazz Bass. Четырехструнный Ernie Ball/MusicMan Stingray был модифицирован добавлением определённого датчика, который посылал традиционный «чистый» басовый сигнал на «чистый» усилитель, в то время как выход с бриджевого датчика направлялся на усилитель с эффектами.
В туре в поддержку альбома Systematic Chaos Джон использовал ламповый моно ди-бокс Demeter VTDB-2B с ламповым оптическим компрессором Demeter HXC-1 Compressor и пре-ампом Demeter HBP-1 Preamp для прямого сигнала. Также он использовал два усилителя Mesa Bigblock 750 и Mesa Bigblock Titan V12, соединённых с кабинетами Mesa 2x12 и Mesa 4x12.
Путь поступления сигнала к ним контролируется через Mesa high gain Amp switcher. К тому же, он использовал компрессор DBX 166xl и некоторые беспроводные системы Shure. Из рэковых обработок эффектов он использовал только Eventide DSP 4000 (как видно на фотографии) Из педальных обработок эффектов — MXR Phase 90 и MXR double shot distortion pedal. Переключатель Framptone AB Box, также как и рэковый тюнер Korg и ножной миди контроллер RS-10, который сделан на заказ компанией Custom audio Electronics для процессора эффектов Eventide DSP 4000, также находятся на педальной доске Джона. Он не использует кабинеты для звука на сцене, вместо них сигнал с усилителей поступает на FOH пульт через ди-бокс. Также, в последнее время, Джон играет на модифицированном Music Man Bongo с грифом от пяти струнной бас гитары.
Когда Джон не может использовать все свои педальные эффекты, он использует рэковый процессор Eventide DSP4000 Ultra-Harmonizer для таких эффектов, как хорус, гармонайзер, октавер и питч-шифтер. «Я использую максимальные возможности моего Eventide. Это делает звучание моего баса более широким, придаёт моему звуку больше жизни, особенно на концертах»